# Rengatella robustipenis
Rengatella robustipenis är en insektsart som beskrevs av Zhang och Webb 1996. Rengatella robustipenis ingår i släktet Rengatella och familjen dvärgstritar. Inga underarter finns listade i Catalogue of Life.